# Bartosz Kowalczyk (piłkarz ręczny)
Bartosz Kowalczyk (ur. 18 grudnia 1996 w Dąbrowie Białostockiej) – polski piłkarz ręczny, środkowy rozgrywający, zawodnik Azotów-Puławy.

## Kariera klubowa
Wychowanek Słonecznego Stoku Białystok. Następnie zawodnik SMS-u Gdańsk, w barwach którego przez dwa sezony występował w I lidze. W sezonie 2014/2015 rozegrał w niej 25 meczów i zdobył 154 gole, zajmując 4. miejsce w klasyfikacji najlepszych strzelców rozgrywek.
W 2015 podpisał trzyletni kontrakt z Azotami-Puławy, który przedłużył w 2018. W latach 2015–2018 rozegrał w barwach puławskiej drużyny 62 mecze w Superlidze, w których zdobył 109 goli. W tym okresie wystąpił również w sześciu spotkaniach Pucharu EHF, w których rzucił dwie bramki (obie w rozegranym 28 listopada 2015 przegranym spotkaniu ze szwajcarskim Pfadi Winterthur). Będąc zawodnikiem puławskiej drużyny, o miejsce na środku rozegrania rywalizował przede wszystkim z Piotrem Masłowskim i Krzysztofem Łyżwą, będąc przeważnie trzecim wyborem trenera na tej pozycji.
W lipcu 2018 został wypożyczony na rok do Stali Mielec. W mieleckim zespole stał się podstawowym kreatorem gry, w pierwszej części sezonu 2018/2019 wystąpił w 14 meczach i zdobył 71 goli, a portal Sportowe Fakty wybrał go najlepszym środkowym rozgrywającym Superligi w rundzie jesiennej. Sezon 2018/2019 zakończył z dorobkiem 34 spotkań i 132 bramek na koncie (drugi wynik w zespole). W lipcu 2019 powrócił do Azotów-Puławy.

## Kariera reprezentacyjna
W 2014 uczestniczył w mistrzostwach Europy U-18 w Polsce, podczas których rozegrał siedem meczów i zdobył 23 gole. W 2015 wystąpił na mistrzostwach świata U-19 w Rosji, w których rozegrał siedem spotkań i rzucił 31 bramek. Występował także w młodzieżowej reprezentacji Polski, z którą w styczniu 2017 uczestniczył w zorganizowanym w Skopje turnieju kwalifikacyjnym do mistrzostw świata U-21 w Algierii – w trzech meczach zdobył pięć bramek.
W grudniu 2018 został po raz pierwszy powołany przez trenera Piotra Przybeckiego na zgrupowanie reprezentacji Polski. W kadrze zadebiutował 28 grudnia 2018 w wygranym spotkaniu z Japonią (25:25, k. 4:3), w którym zdobył dwie bramki.

## Osiągnięcia
Indywidualne
- 4. miejsce w klasyfikacji najlepszych strzelców I ligi: 2014/2015 (154 bramki; SMS Gdańsk)[2]
- Najlepszy środkowy rozgrywający Superligi w rundzie jesiennej sezonu 2018/2019 według Sportowych Faktów (Stal Mielec)[6]

## Statystyki
| Klub                            | Sezon     | Liga      | Liga | Liga | Liga | Puchar Polski | Puchar Polski | Puchar Polski | Puchar EHF | Puchar EHF | Puchar EHF | Razem | Razem | Razem |
| Klub                            | Sezon     | Liga      | M    | B    | Śr.  | M             | B             | Śr.           | M          | B          | Śr.        | M     | B     | Śr.   |
| ------------------------------- | --------- | --------- | ---- | ---- | ---- | ------------- | ------------- | ------------- | ---------- | ---------- | ---------- | ----- | ----- | ----- |
| SMS Gdańsk                      | 2013/2014 | I liga    | 22   | 56   | 2,5  | –             | –             | –             | –          | –          | –          | 22    | 56    | 2,5   |
| SMS Gdańsk                      | 2014/2015 | I liga    | 25   | 154  | 6,2  | –             | –             | –             | –          | –          | –          | 25    | 154   | 6,2   |
| SMS Gdańsk                      | Razem     | Razem     | 47   | 210  | 4,5  | –             | –             | –             | –          | –          | –          | 47    | 210   | 4,5   |
| Azoty-Puławy                    | 2015/2016 | Superliga | 19   | 34   | 1,8  | 3             | 7             | 2,3           | 2          | 2          | 1          | 24    | 43    | 1,8   |
| Azoty-Puławy                    | 2016/2017 | Superliga | 23   | 42   | 1,8  | 1             | 1             | 1             | 2          | 0          | 0          | 26    | 43    | 1,7   |
| Azoty-Puławy                    | 2017/2018 | Superliga | 20   | 33   | 1,7  | 1             | 1             | 1             | 2          | 0          | 0          | 23    | 34    | 1,5   |
| Azoty-Puławy                    | Razem     | Razem     | 62   | 109  | 1,8  | 5             | 9             | 1,8           | 6          | 2          | 0,3        | 73    | 120   | 1,6   |
| Stal Mielec                     | 2018/2019 | Superliga | 34   | 132  | 3,9  | 0             | 0             | 0             | –          | –          | –          | 34    | 132   | 3,9   |
| Stan na koniec sezonu 2018/2019 |           |           |      |      |      |               |               |               |            |            |            |       |       |       |